# Liste der Monuments historiques in Liny-devant-Dun
Die Liste der Monuments historiques in Liny-devant-Dun führt die Monuments historiques in der französischen Gemeinde Liny-devant-Dun auf.

## Liste der Immobilien
| Bezeichnung      | Beschreibung                                            | Standort               | Kennzeichnung | Schutzstatus | Datum | Bild           |
| ---------------- | ------------------------------------------------------- | ---------------------- | ------------- | ------------ | ----- | -------------- |
| Kirche St-Julien | Turm, 12. Jahrhundert, der Rest aus dem 17. Jahrhundert | Rue de l’Église (Lage) | PA00106556    | Classé       | 1921  | weitere Bilder |

## Liste der Objekte
| Bezeichnung   | Beschreibung                                                            | Standort                       | Kennzeichnung | Schutzstatus | Datum | Bild |
| ------------- | ----------------------------------------------------------------------- | ------------------------------ | ------------- | ------------ | ----- | ---- |
| Weihrauchfass | Kupfer, versilbert, um 1700                                             | in der Kirche St-Julien (Lage) | PM55001156    | Classé       | 1996  |      |
| Hauptaltar    | Altartisch, Retabel und zwei Skulpturen; Stein, farbig gefasst, um 1700 | in der Kirche St-Julien (Lage) | PM55001996    | Inscrit      | 1992  |      |